# Urbanisation de la Tunisie
L'urbanisation de la Tunisie peut être comprise de deux façons : l'organisation de l'espace tunisien par la population habitant dans les villes et le processus de croissance de la population urbaine.
En 2006, le taux de population urbaine est de 65 % alors qu'il était de 50 % en 1975 et de 40 % en 1956, ce qui représente une croissance annuelle moyenne de 3,5 %.

## Espace urbain

### Définition de la ville et de l'agglomération
La définition de la ville en Tunisie ne saurait être confondue avec celle de la « commune urbaine » ou « municipalité » même si la seconde permet d'approcher la première. La première relève de la géographie alors que la seconde relève de la politique.
En effet, officiellement, la commune urbaine correspond à une circonscription administrative créée par décret avec un périmètre et une superficie déterminées. Elle est en partie gérée par un conseil municipal, élu tous les cinq ans, chargé notamment de questions d'urbanisme. Il existe 281 municipalités en Tunisie (contre 75 en 1956). Les municipalités sont de tailles très diverses : la plus peuplée en 2004 est Tunis, avec 728 453 habitants, et la moins peuplée Beni M'Tir, avec 811 habitants. Surtout, on ne peut associer systématiquement une municipalité à une ville ou une agglomération urbaine. Par exemple, l'archipel des Kerkennah est considéré comme une seule municipalité alors que le territoire est largement rural : il existe dix villages dont les territoires sont nettement séparés.
Pour la géographie, la ville est un espace plus complexe qui se caractérise par l'importance des activités non agricoles. Dans le cas de la Tunisie, où l'agriculture reste une activité économique importante employant près de 18 % de la population active, on constate souvent la présence d'activités agricoles en ville, notamment dans les plus petites d'entre elles. Le seuil de 60 % d'activités non agricoles est donc retenu. Par ailleurs, la ville se caractérise aussi par la présence de services diversifiés, du commerce alimentaire à la présence d'un cabinet médical en passant par les différentes administrations. Un niveau minimal d'une vingtaine de services peut être retenu. Enfin, une ville se définit par sa fonction polarisante sur l'espace agricole environnant, que ce soit des services privés (souk) ou des services publics (bureau de poste et agence des entreprises à réseau). On retrouve dans cette catégorie les chefs-lieux de délégations. Ainsi, en combinant ces trois critères, on peut retenir un seuil de population compris entre le millier (dans les régions fortement urbanisées du cap Bon et du Sahel) et 5 000 habitants (dans les régions faiblement urbanisées de l'ouest et du sud du pays). 
Par ailleurs, certains géographes ont réfléchi à classer les villes tunisiennes en définissant des seuils. Ainsi, Ridha Lamine, qui a étudié les villes du Sahel central, propose des seuils démographiques qu'il corrobore avec l'activité économique. Il désigne une ville de plus de 100 000 habitants comme une « métropole régionale » (à l'exception de Tunis qui est l'unique cas de métropole nationale) et une ville de plus de 25 000 habitants une « ville moyenne ». À partir de 10 000 habitants, il s'agit d'une « petite ville » tandis qu'elle est considérée comme un « bourg » à 5 000 habitants. D'autres tentent de dresser une typologie fonctionnelle des villes. Ainsi, Amor Belhedi propose de définir la « ville traditionnelle » lorsque l'activité économique repose sur l'agriculture et l'artisanat, la « ville moderne » lorsque dominent des activités dites modernes comme l'industrie, le tourisme et les mines et enfin une « ville hybride » où les « petits métiers » sont nombreux et qui a un statut de centre administratif local ou régional (une délégation ou une municipalité).
Il est encore plus délicat de définir les contours des agglomérations urbaines car elles ne sont pas un objet statistique. Le géographe doit observer les limites des zones urbaines d'une part et les liens fonctionnels réguliers qui existent entre les villes-banlieues et la ville-centre. Ainsi, en Tunisie, la ville se définit comme un pôle de rayonnement sur un espace qui peut être encore dominé par l'agriculture, un centre de décisions et un instrument de pouvoir et de contrôle des autorités sur le pays.

### Répartition de la population urbaine
La concentration des villes se fait sur le littoral oriental, de Bizerte au nord à Gabès au sud en passant par la capitale et le Sahel, qui regroupe les plus grandes agglomérations. On peut considérer que cette région littorale regroupe 76 % de la population urbaine du pays.
Le réseau urbain tunisien se caractérise par un fort indice de primatialité — une agglomération capitale très importante (21 % de la population urbaine totale) qui distance toutes les autres agglomérations (quatre fois la deuxième) —, la faiblesse des métropoles régionales et des villes moyennes et l'importance des petites villes.
Les grandes agglomérations ou aires urbaines sont :
- Tunis : le Grand Tunis, avec quelque 2 000 000 d'habitants, représente 21 % de la population du pays et correspond à la population des gouvernorats de Tunis, l'Ariana, Ben Arous et La Manouba. Cette macrocéphalie urbaine, étudiée par les géographes — Pierre Signoles titre son étude fondatrice, publiée en 1985, L'espace tunisien : capitale et État-région — remonte au choix de Tunis comme capitale de l'État tunisien et s'est confirmée à la période contemporaine, sous le protectorat français comme pendant la période suivant l'indépendance (1956) avec une croissance du poids démographique et économique, surtout jusqu'en 1984 (28 % de la population du pays). On peut distinguer une « aire métropolitaine » telle que certains géographes l'ont définie s'étendant jusqu'au cap Bon, du moins intégrant les villes du nord-ouest correspondant à la conurbation de Grombalia-Soliman-Menzel Bouzelfa-Béni Khalled (telle que définie par les autorités tunisiennes dans la liste des agglomérations établie par décret en 1998 en vue de l'aménagement du territoire), soit 80 000 habitants.
- Sfax : le Grand Sfax occupe le deuxième rang du pays pour la population de son agglomération avec un très fort écart puisqu'il totalise 500 000 habitants dont la moitié dans la municipalité de Sfax et le reste réparti entre les banlieues de Sakiet Ezzit, Sakiet Eddaïer, El Aïn, Gremda, Chihia et Thyna.
- Sousse : le Grand Sousse occupe le troisième rang avec 400 000 habitants répartis entre les villes de Sousse, Hammam Sousse, M'saken, Kalâa Kebira, Kalâa Seghira, Akouda, Ksibet Thrayet, Zaouiet Sousse, Ezzouhour et Messaadine.
- Nabeul-Hammamet : il s'agit d'une conurbation formée de deux villes-centres distantes d'une quinzaine de kilomètres sur un ruban littoral très urbanisé et comprenant, au sud-ouest du cap Bon, les villes de Dar Chaâbane, Béni Khiar et El Maâmoura (banlieues satellites de Nabeul et Hammamet). Sa population totale avoisine les 185 000 habitants.
- Gabès : la plus grande ville du sud de la Tunisie agglomère autour d'elle les villes de Ghannouch, Métouia, Oudhref et Chenini Nahal pour former un ensemble de 170 000 habitants.
- Monastir : deuxième ville du Sahel, elle associe les villes de Khniss, Bembla, Menzel Nour, Jemmal, Zéramdine, Menzel Harb, Menzel Kamel et Sahline Moôtmar dans un ensemble urbain de 170 000 habitants. Plutôt que sur la définition extensive des autorités tunisiennes, on se fonde sur les travaux du géographe des villes du Sahel, Ridha Lamine, notamment dans sa thèse Villes et citadins du Sahel central publiée en 2001.
- Aire urbaine du Sahel central : il s'agit d'un ensemble de villes moyennes et petites proches les unes des autres et intégrées dans un réseau de relations : Ksar Hellal, Moknine, Téboulba, Bekalta, Sayada, Lamta, Bouhjar, Ksibet el-Médiouni, Bennane, Bodheur et Touza, soit plus de 150 000 habitants.
- Bizerte : la grande ville du nord rassemble autour d'elle les villes de Menzel Jemil et Menzel Abderrahmane dans une agglomération de 150 000 habitants.
- Djerba : cette île est très peuplée avec 140 000 habitants soit une densité de 244 habitants par km².
- Gafsa : associée avec El Ksar, elle forme la plus grande agglomération de l'ouest de la Tunisie avec 115 000 habitants.
- Kairouan : c'est une grande ville dépourvue de banlieue de 115 000 habitants au centre d'un gouvernorat très rural.
- Aire urbaine du Sahel méridional : il s'agit d'un ensemble de villes moyennes et petites constitué de Mahdia, Ksour Essef, Chebba, Bradaâ et Melloulèche, totalisant 100 000 habitants.

### Espaces urbains

#### Forte extension spatiale
La superficie occupée par les villes a fortement crû à mesure que la population urbaine augmentait, que les activités économiques se densifiaient et que s'opérait une différenciation du type d'habitat avec le développement des lotissements pavillonnaires. Aujourd'hui, l'espace urbain tunisien occupe environ 70 000 hectares, ce qui représente 0,43 % de la superficie du pays, et donne en moyenne à chaque habitant une surface d'habitat de 100 m². Cela s'est accompagné d'une différenciation accrue au sein de l'espace urbain.

#### Espace ségrégatif
La ville se développe à partir d'un centre historique d'origine (médina puis ville coloniale) et s'étend selon des espaces de plus en plus éloignés du centre. Dans un contexte d'urbanisation insuffisamment ou tardivement contrôlée se sont développées des zones d'« habitat spontané » alimentées par les populations en exode rural. Il s'agit de quartiers existant dès les années 1930 appelés gourbivilles ou rbats à Sfax. Dans l'exemple de Tunis, on retrouve la trace de ces anciens bidonvilles à Mellassine, Djebel Lahmar et Saïda Manoubia construits sur des sites accidentés (pentes de collines), le long des voies d'accès à l'agglomération, et longtemps maintenus en l'état.

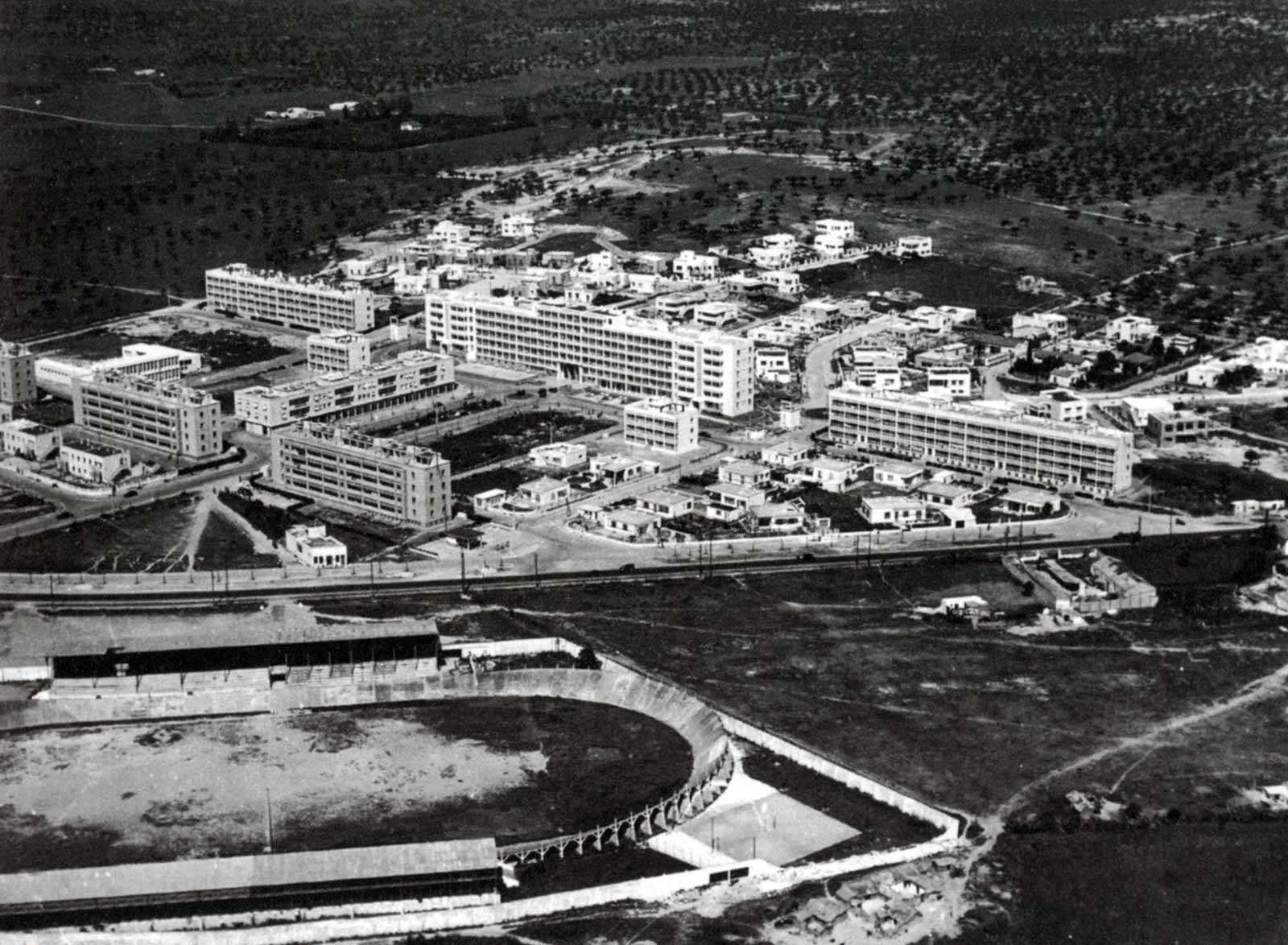
Quartier d'El Menzah en développement en 1955

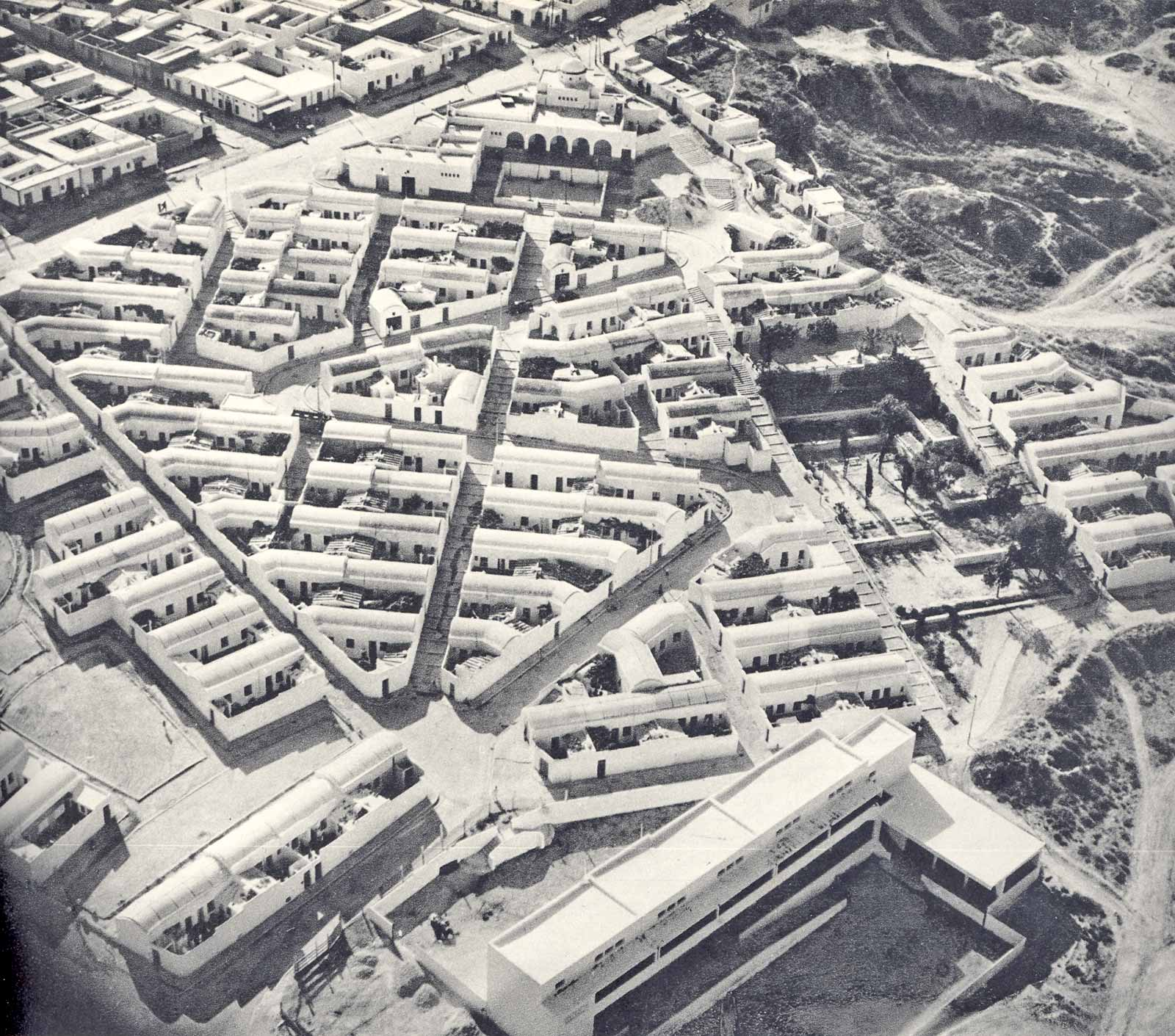
Quartier d'El Omrane en 1951

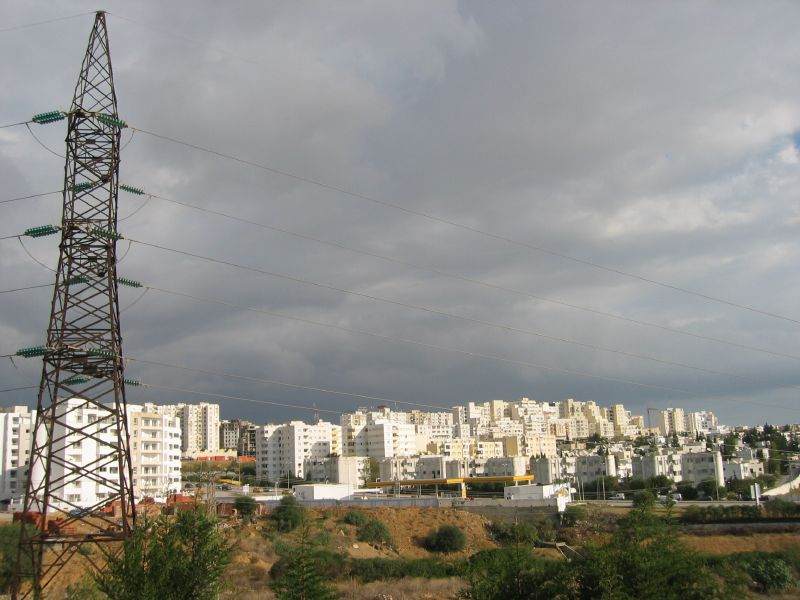
Cité de la banlieue de Tunis

Pour rattraper son retard en matière d'aménagement de l'espace et faire disparaître les quartiers d'« habitat spontané », l'État crée des cités populaires de recasement toutefois largement en dessous des besoins de la population. Il s'agit, dans le cas de Tunis des cités de Kabaria I et II, d'Ezzouhour, d'Ettahrir, d'El Khadra I et II, d'Ibn Khaldoun et d'El Ouardia. Par ailleurs, les promoteurs étatiques (municipalités, Agence foncière de l'habitat ou Société nationale immobilière de Tunisie) créent des lotissements de standing pour les classes moyennes et supérieures poursuivant souvent les projets entamés avant l'indépendance : il s'agit, dans l'exemple de Tunis, de quartiers tels qu'El Menzah, El Manar ou El Mourouj (construits à partir des années 1980). Ces derniers mélangent un habitat pavillonnaire et un habitat de petits immeubles. Pourtant, la politique visant le logement des couches populaires rate son objectif du fait de l'insuffisance en nombre et surtout du prix inaccessible à de larges franges de la population. Ainsi, ces quartiers sont « détournés » par les classes moyennes.
Une deuxième couronne d'« habitat spontané » apparaît alors dans l'espace péri-urbain (sur les axes d'arrivée des migrants intérieurs et près des centres d'emplois souvent industriels). Elle est alimentée concurremment par les habitants du centre historique qui investissent cet habitat illégal mais plus spacieux. Ainsi naissent, en grande banlieue des principales villes, des villes-champignons qui échappent à la planification étatique. L'illégalité dans l'appropriation du terrain et dans les normes de construction met l'État devant le fait accompli, ce dernier se déchargeant alors de son rôle social dans ces quartiers. Le phénomène prend une ampleur sans précédent puisque ces espaces constituent parmi les municipalités les plus importantes du pays. Dans le cas de Tunis, on peut citer les cas exemplaires de Ettadhamen-Mnihla et Douar Hicher dont les populations atteignent les 100 000 habitants. Dans le cas de Sousse, il faut citer les quartiers de Bir Chobbek et Oued Hallouf.

#### Mutation du centre
On distingue un premier centre qui correspond au noyau historique de la ville, organisé autour de la médina, et éventuellement juxtaposé depuis la protectorat français (1881-1956) avec une ville européenne. Un quartier administratif et de bureaux a été adjoint à proximité immédiate.
Ce centre est polyfonctionnel et concentre notamment des fonctions de résidence (comprend aujourd'hui autour de 10 % de la population des villes de Tunis et Sfax) et des activités économiques (commerce et artisanat principalement). Pour ce qui est de l'espace où se concentrent les activités de commandement (économique et politique), on peut parler d'hypercentre.
Ce centre a subi de profondes mutations. Avec la pression démographique et le développement économique et administratif, il s'est dédoublé dans un premier temps — de l'avenue Habib-Bourguiba vers l'avenue Mohammed-V pour le cas de Tunis — voire multiplié avec des centres secondaires répartis à l'intérieur de l'agglomération car bénéficiant de plus d'espaces, d'une position de nœud de communication et de la proximité de zones de peuplement plus riches, en raison des difficultés de déplacement, de politiques d'aménagement, etc. Ainsi, à Tunis, les activités de services ne sont plus qu'à 25 % situées dans le centre historique. De plus, l'hypercentre peut se déplacer ou se dédoubler à son tour. Les Berges du Lac (Tunis) ou El Jadida (Sfax) accueillent centre commerciaux et de loisirs, sièges sociaux d'entreprise et sièges d'ambassades. 

#### Métropolisation accrue
Face au poids très important de Tunis, qui polarise l'ensemble du territoire, l'État tunisien a mis en place dès 1956 le cadre des gouvernorats et des délégations afin de déconcentrer les services administratifs et de mettre en place des métropoles régionales. Pourtant, l'agglomération tunisoise n'a cessé de se développer au point de totaliser 20 % de la population de la Tunisie et le tiers de la population urbaine totale. Ainsi, en étudiant les déplacements interurbains dans les villes entourant Tunis, Sousse, Sfax ou Bizerte, on constate une dissociation accrue entre les lieux d'habitation et les lieux de travail, ce qui est la marque de l'emprise de la ville-pôle sur ses banlieues et permet de définir les contours de l'aire urbaine de l'agglomération. Ainsi, les limites de l'agglomération tunisoise au nord se situeraient vers Kalâat el-Andalous, à l'ouest vers Tebourba et Djedeida et au sud vers Grombalia ou Soliman. De même, l'influence de Bizerte s'étendrait au sud-est jusqu'à Metline pourtant distante de 28 kilomètres.

## Croissance urbaine
La croissance de la population urbaine, en valeurs relative et absolue, est continue depuis l'indépendance en 1956 et s'est accélérée à certaines périodes. Elle tend à ralentir ces dernières années :
| 1956-1966 | 1966-1975 | 1975-1984 | 1984-1994 | 1994-2004 |
| --------- | --------- | --------- | --------- | --------- |
| 4,0 %     | 2,5 %     | 3,7 %     | 3,8 %     | 2,0 %     |

La population urbaine est passée de 1,4 million d'habitants en 1956 à 2,7 millions d'habitants en 1975 puis 5,4 millions d'habitants en 1994 (soit un doublement en 20 ans) et 6,5 millions d'habitants en 2006. On prévoit qu'elle atteindra les 9 millions d'habitants d'ici 2010 et que le taux d'urbanisation approchera alors les 75 %.

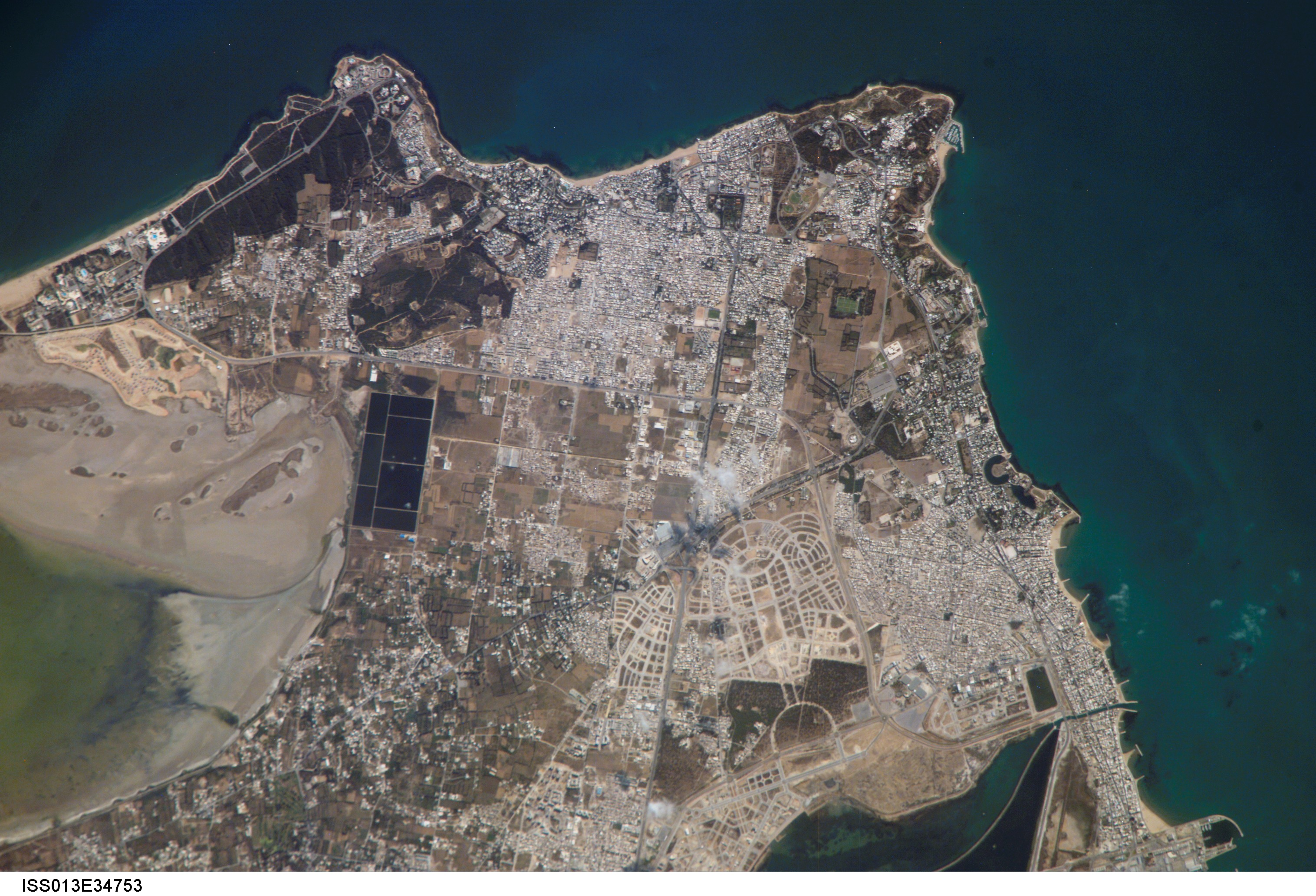
Effets de la croissance urbaine (banlieue nord de Tunis)

La plus forte croissance constatée a lieu dans la première décennie de l'indépendance (1956-1966). Ceci résulte d'une volonté étatique de créer de nouveaux centres urbains à travers la mise en place des gouvernorats, polarisés autour de chefs-lieux destinés à accueillir les services déconcentrés de l'État, ainsi que les industries de transformation qu'avaient planifiées les autorités tunisiennes dans sa stratégie de nationalisation des moyens de production. Par ailleurs, les villes, vitrines du développement et de la modernité, exercent une très forte attraction sur les paysans : on assiste alors à une accélération du mouvement d'exode rural avec le passage à une économie de planification entre 1961 et 1969. Le ralentissement de la croissance urbaine dans la deuxième décennie post-indépendance (1966-1975) s'explique par les débuts de l'émigration de masse vers l'étranger qui opère un délestage sur les campagnes (notamment au sud et à l'ouest du pays). La reprise de la croissance urbaine dans la période 1975-1994 peut largement s'expliquer par le développement d'activités économiques nouvelles telles que le tourisme et les industries manufacturières, notamment l'industrie textile et les industries mécaniques tournées vers l'exportation. Enfin, le ralentissement observé depuis le recensement de 1994 doit être différencié selon les centres urbains. S'il est constaté dans le cas de l'agglomération-capitale déjà saturée, il concerne moins des villes secondaires qui profitent du desserrement de l'activité économique ou constituent des relais crédibles pour les migrations intérieures des zones rurales. 
Les conséquences de la croissance urbaine sont multiples et souvent négatives :
- consommation de terres souvent agricoles (on estime à plus de 500 hectares par an dans le seul cas de l'agglomération de Tunis)
- sous-équipement des villes en services publics
- développement de l'« habitat spontané »
- croissance du chômage
- congestionnement des villes avec la multiplication des déplacements